# 日本剣道協会
日本剣道協会（にほんけんどうきょうかい）は、剣道を統括する団体の1つ。全日本剣道連盟が主導している現行の剣道に異を唱え、武道としての剣道を追求するために設立された。

## 概要
羽賀準一の弟子である園田直らが中心となり、神道無念流有信館の影響を強く残した一剣会羽賀道場が設立された。さらに全日本剣道連盟が主導する現在の剣道を「スポーツ化」と批判的な立場をとっていた高橋靖夫や須井詔康が独立し、新しく設立したのが、日本剣道協会である。
称号や段級位の審査及び授与も独自の基準を制定しており、試合形式も全日本剣道連盟とは異なる。
また、剣道のみならず夢想神伝流居合、巻藁を斬る据物斬りも行っている。居合も全日本剣道連盟傘下の居合道とは趣が異なる。

## 試合形式
竹刀を使った打突だけでなく、体当たり、足払い、組討ちも認めている。

## 段位
実力を重視するため、年齢に関係なく、実力があれば高段位を与えるとしている。

## 活動
東京都を中心に活動している。特に練馬区で活動が活発であり、本部と8つの支部は全て練馬区にある。

## 参考資料
- 『天才、羽賀準一の剣! 真の剣道を極める』第1巻 竹刀稽古・形編（BABジャパン）
- 『天才、羽賀準一の剣! 真の剣道を極める』第2巻 夢想神伝流居合編（BABジャパン）